# Jean Ricardou
Jean Ricardou (Canes, 17 de juny de 1932-23 de juliol de 2016) va ser un escriptor francès emmarcat en el moviment literari del Nouveau roman i autor de novel·les experimentals influïdes per autors com Alain Robbe-Grillet, d'assaigs sobre novel·la i teatre, així com de crítica literària. Va ser col·laborador de la influent revista Tel Quel des de 1962 fins a 1971. Ricardou anomenava textique la disciplina en la qual s'inscriuen els seus escrits teòrics. A més de la seva tasca teòrica, va ser acadèmic i actualment és conseller de programació i edició del centre cultural internacional de Cerisy-la-Salle.

## Obres

### Novel·les i contes
- L'observatoire de Cannes, novel·la, Minuit, París 1961, 202 p.
- La prise de Constantinople, novel·la, Minuit, París 1965, 272 p.
- Les lieux-dits, petit guide d'un voyage dans le livre, novel·la, Gallimard, París 1969, 162 p.
- Révolutions minuscules, contes, Gallimard, col·lecció "Le chemin", París 1971, 172 p.
- La cathédrale de Sens, contes, Les Impressions Nouvelles, París 1988, 208 p.

### Assaigs
- Problèmes du Nouveau Roman, assaigs, Seuil, col·lecció "Tel Quel", Paris 1967, 210 p.
- Pour une théorie du Nouveau Roman, assaigs, Seuil, col·lecció "Tel Quel", Paris 1971, 270 p.
- Le Nouveau Roman, assaig, Seuil, col·lecció "Ecrivains de toujours", Paris 1973, 190 p.
- Nouveaux problèmes du roman, assaigs, Seuil, col·lecció "Poétique", Paris 1978, 360 p.
- Une maladie chronique, assaig, Les Impressions Nouvelles, Paris 1989, 90 p.